# Rachel Green
Rachel Karen Green a Jóbarátok című amerikai szituációs komédiasorozat egyik főszereplője. A történet elején Monica, később Phoebe, Joey és Ross lakótársa. A sorozatban Jennifer Aniston alakítja.    

## Történet
|  | Alább a cselekmény részletei következnek! |

## Család
Rachel gazdag, feltehetően zsidó gyökerű családból származik, két testvére van: Jill (Reese Witherspoon) és Amy (Christina Applegate). Mint gazdag család gyermeke, a sorozat elején egy elkényeztetett, fiatal lány, aki soha nem dolgozott semmit, és akinek apja fizette kiadásait egész addigi életében. Az első epizódban az oltár előtt hagyja jegyesét, Barry Farbert, és Monicánál húzza meg magát, végül be is költözik. Szülei a második évadban elválnak, így Rachel megtapasztalja a kétfelé húzó gyermek szerepét is. Rosshoz fűződő kapcsolata a sorozat egészében egy nyitott kérdés, hiszen hol összevesznek, hol kibékülnek. A 8. évadban megszületik közös gyermekük Emma Geller-Green, akinek világrajövetele szintén tovább bonyolítja a dolgokat. A befejező epizód váratlan fordulata, hogy annyi év és annyi bonyodalom után végre kibékülnek.

## Jellemvonásai
Rachel előéletéből adódóan végletesen elkényeztetett kislány. Igazi jellemfejlődése akkor kezdődik, amikor beköltözik Monicához. Saját lábára áll, megtanul kiállni magáért, értékelni a munkát. Észbeli képességei nem sokkal magasabbak Joey-nál, de munkájában (a divatszakmában) jól teljesít, a sorozat előrehaladtával egyre magasabb pozíciókat tölt be. Hajlamos sokat költeni, leginkább saját magára. Kényes a külsejére, sokat foglalkozik magával. Nagyon szereti a lányát, Emmát. A sorozatban neki van talán a legjobb öltözködési stílusa, karrierje.

## Munkája
A sorozat kezdetén munkanélküli, épp az esküvőjéről szökött meg. Azonnal elhelyezkedik pincérnőként a jóbarátok kedvenc kávézójában, a Central Perk-ben. Itt nagyjából két évet húz le, a harmadik évad elején besokall, és egy divatáruházhoz megy, de kiderül, hogy ott is titkárnői feladatokat (kávéfőzés) kell ellátnia. Innen a Bloomingdale's-hez kerül át egy Mark nevű fickónak köszönhetően, ahonnan az ötödik évadban megy át a Ralph Lauren-hez. A 10. évadban egy fantasztikus álláslehetőséget kap Párizsban, a divat fellegvárában, de végül visszautasítja az munkát.

## Randijai
|  | Alább a cselekmény részletei következnek! |

Vastaggal szerepelnek a komoly kapcsolatok
- Barry – A srác, akit az oltár előtt elhagyott
- Paolo – Egy olasz srác a házból
- Jean Claude Van-Damme- A színész a Vírus 2-ből
- Russ – Egy srác, aki a megszólalásig hasonlít Ross-ra
- Ross
- Mark – kollégája a Bloomingdale's-nél
- Tommy – az ordítozós srác
- Josh – gimnazista srác, csak hogy Ross-t féltékennyé tegye
- Patrick – Egy srác Chandler munkahelyéről, aki azért hajlandó Rachel-lel randizni, mert "Rachel most nem akar komoly kapcsolatba belemenni"
- Joshua – vele négy randevút is megér, de Ross-t féltékennyé akarván tenni túl gyorsnak tűnik Joshuának, így…
- Danny (Jeti) – Monica hozza őket össze, de a srác túl közeli húga miatt inkább nem találkoznak többet
- Ross – megint. (Részegen összeházasodnak Las Vegasban)
- Mr Stevens (Paul)– Elisabeth (Ross aktuális barátnője) édesapja (Bruce Willis)
- Tag – Rachel titkára, de Tag túl fiatal, Rachel pedig komoly kapcsolatot, gyerekeket szeretne, ezért Rachel 30. születésnapján szakítanak.
- Kash – az Életünk napjai egyik szereplője, aki – amint kiderül, hogy Rachel terhes – azonnal szakít vele
- Joey
- Ross – végleg…